# Я несла свою Беду…
«Я несла свою Беду…» (встречается также название «Беда») — песня Владимира Высоцкого, написанная в начале 1970-х годов. Исполнялась Мариной Влади, Аллой Пугачёвой, включена в спектакль Литературно-драматического театра ВТО. Текст песни в СССР впервые напечатан в октябре 1980 года в «Литературной газете».

## Сюжет
Я несла свою Беду

по весеннему по льду, —

Надломился лед — душа оборвалася, —

Камнем под воду пошла, —

а Беда — хоть тяжела,

А за острые края задержалася.
Повествование ведётся от имени женщины. Лирическая героиня несла Беду по тонкому весеннему льду, который под ней подломился. Героиня «камнем по́д воду пошла», а Беда зацепилась за края полыньи, таким образом расставшись с героиней. После этого Беда не переставая ищет героиню по всему миру, а вслед за ней идут Молва (в другом авторском варианте — Слухи) и Кривотолки.
После того, как кто-то рассказал возлюбленному героини о том, что она жива, он тоже отправился на её поиски, «а за ним Беда с Молвой увязалися». Когда происходит встреча с возлюбленным, Беда появляется вместе с ним, но он через день уезжает, а Беда остаётся навсегда.

## Создание, исполнение и публикация
Существуют расхождения в источниках по поводу времени создания песни. В ряде случаев, в том числе в 4-томном Собрании сочинений Высоцкого, песня датируется 1970 годом. В других источниках в качестве времени создания указывается июнь 1971 года.

Специалист по творчеству Высоцкого Анатолий Кулагин возводит корни песни «Я несла свою Беду…» к памятнику древнерусской литературы — стихотворной «Повести о Горе-Злочастии». Сюжет этого произведения, в свою очередь восходящий к фольклорным источникам, построен вокруг преследования главного героя персонифицированным Горем:
Молодец пошел в поле серым волком,
а Горе за ним с борзыми вежлецы.
Молодец стал в поле ковыль-трава,
а Горе пришло с косою вострою;
да еще Злочастие над молотцем насмиялося…
Один из биографов Высоцкого Валерий Перевозчиков сообщает, что песня была написана Высоцким специально для Марины Влади. При этом сохранился ряд авторских фонограмм, первая из которых датируется августом 1971, а последняя — августом 1974 года. Известно также, что ещё летом 1971 года Высоцкий записывал эту песню среди прочих для картины студии «Беларусьфильм» «Жизнь и смерть дворянина Чертопханова», в которой пробовался на заглавную роль (комментатор собрания сочинений Высоцкого П. Фокин высказывает предположение, что «Я несла свою Беду…» была написана специально для фильма-сказки Виктора Турова").
В исполнении Марины Влади «Я несла свою Беду…» была записана на студии «Мелодия» в апреле 1974 года в сопровождении оркестра под управлением Георгия Гараняна. Планировалось включение песни в двойной диск Влади и Высоцкого, однако при жизни Высоцкого этот альбом не был выпущен и вышел намного позже — только в конце 1988 года.
Песня «Я несла свою Беду…» звучала со сцены в спектакле Литературно-драматического театра ВТО «Там, вдали» по мотивам произведений Василия Шукшина. Она была включена в четвёртую серию выпущенного во Франции в конце 1970-х годов магнитосборника «Песни русских бардов». В СССР текст песни впервые был официально напечатан в «Литературной газете» через несколько месяцев после смерти автора — 8 октября 1980 года, а в следующем году под названием «Беда» вошёл в первый советский сборник Высоцкого — «Нерв». Заглавная строка песни включена в название документального фильма «Марина Влади. Я несла свою беду…».
С исполнением песен Высоцкого Мариной Влади была знакома Алла Пугачёва. Биограф Высоцкого А. Ф. Передрий цитирует слова Пугачёвой о том, что песни «Беда» и «Бокал вина» («Так дымно…») её впечатлили настолько, что она сама несколько лет вынашивала планы их исполнить. Последние репетиции перед записью «Беды» в исполнении Пугачёвой проходили в последнюю декаду июля 1980 года — практически в один день со смертью автора песни. Большинство источников сходятся в том, что певица собиралась продемонстрировать Высоцкому своё прочтение «Беды», но не успела (исключение составляет Фёдор Раззаков, утверждающий, что Высоцкий успел узнать о новой записи, но не прослушать её). Александр Левшин — гитарист ансамбля «Рецитал», с которым в это время выступала Пугачёва, — вспоминал, что она пела «Беду» в день похорон Высоцкого со сцены пресс-центра Олимпиады-80. В 1982 году песня вошла в альбом Пугачёвой «Как тревожен этот путь», а в 1984 году прозвучала в документальном фильме режиссёра Михаила Либина «Встречи с Аллой Пугачёвой».
В дальнейшем песня исполнялась и другими певцами, как на русском языке, так и в переводах. По-русски её исполняли после Пугачёвой также Диана Арбенина, Ольга Кормухина, Тамара Гвердцители, Елена Ваенга и многие другие (по словам российской исполнительницы Хелависы, «любая девочка хочет спеть песню „Беда“. Она великолепная, очень фолковая, прекрасно ложится. Вся её народность звучит так, что её можно раскрутить так, что она будет звучать как „Лед Зеппелин“»). По-французски песня записана (вместе с «Моей цыганочкой») на компакт-диске Rêves sur deux guitares певицы Наташи Фялковски, по-румынски (под названием «Îmi Duceam Necazul Meu») — в альбоме Cantece noi… cantece vechi (2013) певицы Марины Войчи.

## Литературоведческий анализ
Исследователи творчества Высоцкого отмечают связь песни «Я несла свою Беду…» с русским фольклором. Помимо прямой параллели с «Повестью о Горе-Злочастии», выделяются такие аспекты, как персонификация абстрактных понятий (Беда, Молва) и полные формы возвратных глаголов (оборвалася, задержалася).
При этом отмечается переосмысление поэтом народного образа, то, как он придаёт образу лирической героини индивидуальные черты. Анатолий Кулагин пишет, что, поскольку эта песня ролевая, написанная от имени женщины, а в русских песнях «женская партия» присуща прежде всего любовной лирике, то поэт «как бы вернул фольклору сюжет, из фольклора же в своё время вышедший». Исследователями замечены параллели и с творчеством русских писателей XIX века. Так, строчки «И Беда с того вот дня // ищет по́ свету меня» перекликаются с некрасовским «Горе горькое по́ свету шлялося» из стихотворения «Похороны», а образ Беды в седле — с сюжетом стихотворения А. К. Толстого «Чужое горе».
Отмечается место песни в ряду произведений, в которых звучит мотив неотвратимости судьбы, неизбывности несчастья (другие песни из этого ряда — «Две судьбы», «Песня о Судьбе», «Грусть моя, тоска моя…»).
Нестандартная строфика песни — с регулярными внутренними рифмами в парах цезурных и краевых рифмующихся слов («Я несла свою Беду // по весеннему по льду, — // Надломился лед — душа оборва́лася…» — схема рифмовки а/аБв/вБ) роднит её с английскими балладами (таких авторов как Кольридж, Саути или Вальтер Скотт), написанными такой строфой. Однако аналоги встречаются и в творчестве самого Высоцкого, причём юмористического, совершенно не балладного характера (например, «Поездка в город»).